# Saranda (Tansania)
Saranda ist ein Verwaltungsbezirk (englisch Ward) des Distrikts Manyoni in der tansanischen Region Singida.

## Geografie
Saranda ist ein Bezirk im nördlichen Zentralteil von Tansania, er liegt östlich der Distrikthauptstadt Manyoni. Bei der Volkszählung 2022 lebten 8175 Menschen in 1721 Haushalten auf einer Fläche von 199 Quadratkilometern.
Der Bezirk grenzt an fünf Bezirke des Distrikts Manyoni:
|         | Makuru                                      |            |
| Manyoni | Kompassrose, die auf Nachbargemeinden zeigt | Makutopora |
| Muhlala | Solya                                       |            |

## Gliederung
Der Bezirk besteht aus drei Gemeinden (swahili Mtaa) mit zwölf Orten (Kitongoji):
| Saranda - Saranda - Isanjandugu - Chambogo - Sekeula - Mkanda - Mtakuja | Ilaloo - Ilaloo - Mankemboo - Janjuu - Mhegahega - Mlimani | Ilucha - Ilucha |

## Wirtschaft und Infrastruktur
- Landwirtschaft: Bei jährlichen Niederschlägen zwischen 500 und 650 Millimetern werden hauptsächlich Mais, Sorghum, Hirse, Reis, Erdnüsse, Maniok und Bohnen angebaut und Rinder gezüchtet.[7]
- Gesundheit: In Saranda gibt es eine staatliche Apotheke.[8]
- Eisenbahn: Durch das Gebiet verläuft die Nebenstrecke von Manyoni nach Singida der Tanganjikabahn.[9]